# Kolenovići
Kolenovići este un sat din comuna Plav, Muntenegru. Conform datelor de la recensământul din 2003, localitatea are 157 de locuitori (la recensământul din 1991 erau 442 de locuitori).

## Demografie
În satul Kolenovići locuiesc 109 persoane adulte, iar vârsta medie a populației este de 35,7 de ani (35,9 la bărbați și 35,5 la femei). În localitate sunt 39 de gospodării, iar numărul mediu de membri în gospodărie este de 4,03.
|  |

| Demografie | Demografie | Demografie |
| An         | Locuitori  | Locuitori  |
| ---------- | ---------- | ---------- |
|            |            |            |
|            |            |            |
|            |            |            |
|            |            |            |
| 1948       | 275        |            |
| 1953       | 287        |            |
| 1961       | 342        |            |
| 1971       | 369        |            |
| 1981       | 449        |            |
| 1991       | 442        | 276        |
| 2003       | 384        | 157        |

| \| Componența etnică conform recensământului din 2003[2] \| Componența etnică conform recensământului din 2003[2] \| Componența etnică conform recensământului din 2003[2] \| Componența etnică conform recensământului din 2003[2] \| Componența etnică conform recensământului din 2003[2] \| \| ----------------------------------------------------- \| ----------------------------------------------------- \| ----------------------------------------------------- \| ----------------------------------------------------- \| ----------------------------------------------------- \| \| \| \| \| \| \| \| Bosniaci \| Bosniaci \| \| 138 \| 87,89% \| \| Sârbi \| Sârbi \| \| 13 \| 8,28% \| \| Albanezi \| Albanezi \| \| 3 \| 1,91% \| \| Musulmani \| Musulmani \| \| 1 \| 0,63% \| \| necunoscută \| necunoscută \| \| 2 \| 1,27% \| |             |  |     |        |
| Componența etnică conform recensământului din 2003 |             |  |     |        |
| |             |  |     |        |
| Bosniaci | Bosniaci    |  | 138 | 87,89% |
| Sârbi | Sârbi       |  | 13  | 8,28%  |
| Albanezi | Albanezi    |  | 3   | 1,91%  |
| Musulmani | Musulmani   |  | 1   | 0,63%  |
| necunoscută | necunoscută |  | 2   | 1,27%  |